# Matvejchuka (dal)
Matvejchuka är en dal i Antarktis. Den ligger i Östantarktis. Australien gör anspråk på området.